# Ібусукі Хіросі
Хіросі Ібусукі  (яп. 指宿 洋史 Ібусукі Хіросі, нар. 27 лютого 1991 року в Нагареямі)  — японський футболіст, нападник клубу «ДЖЕФ Юнайтед Ітіхара Тіба».

## Клубна кар'єра
Ібусукі з дев'яти років займався у футбольній школі «Касіва Рейсол». 2009 року молодий гравець перейшов до «Жирони», команди другої іспанської ліги. За цю команду він провів лише шість матчів і переважно виступав за скромніші іспанські клуби. В цих клубах Хіросі добре проявив себе і його запросили до «Севільї». Він виступав за другу команду клубу, «Севілья Атлетіко», у складі якої гравець забив двадцять голів у тридцяти двох зустрічах. 21 січня 2012 року Хіросі дебютував у Прімері в матчі проти «Бетіса». Сезон 2012/13 японець провів у бельгійському «Ейпені» на правах оренди, за сезон він забив дев'ять голів. Потім виступав за клуб Валенсія Месталья. 2014 року повернувся на батьківщину, де виступав спочатку за клуб Альбірекс Ніїґата, а потім за ДЖЕФ Юнайтед Ітіхара Тіба.

## Кар'єра в збірній
Хіросі виступав за юнацьку і молодіжну збірні Японії. У юнацькій команді він виступав результативно — забив чотири голи в п'яти матчах. А за молодіжну команду Хіросі провів лише дві гри, в яких не забив жодного разу.

## Статистика виступів за клуб
Станом на 17 листопада 2018
| Клуб                      | Сезон              | Ліга | Ліга | Кубок1 | Кубок1 | Інші2 | Інші2 | Загалом | Загалом |
| Клуб                      | Сезон              | Ігри | Голи | Ігри   | Голи   | Ігри  | Голи  | Ігри    | Голи    |
| ------------------------- | ------------------ | ---- | ---- | ------ | ------ | ----- | ----- | ------- | ------- |
| Жирона                    | 2008–09            | 6    | 0    | -      | -      | -     | -     | 6       | 0       |
| Жирона                    | Загалом            | 6    | 0    | -      | -      | -     | -     | 6       | 0       |
| Сарагоса Б                | 2009–10            | 27   | 12   | -      | -      | -     | -     | 27      | 12      |
| Сарагоса Б                | Загалом            | 27   | 12   | -      | -      | -     | -     | 27      | 12      |
| Сабадель                  | 2010–11            | 33   | 10   | 1      | 1      | 2     | 0     | 36      | 11      |
| Сабадель                  | Загалом            | 33   | 10   | 1      | 1      | 2     | 0     | 36      | 11      |
| Севілья Б                 | 2011–12            | 32   | 20   |        |        |       |       | 32      | 20      |
| Севілья Б                 | Загалом            | 32   | 20   |        |        |       |       | 32      | 20      |
| Севілья                   | 2011–2012          | 1    | 0    |        |        |       |       | 1       | 0       |
| Севілья                   | Загалом            | 1    | 0    |        |        |       |       | 1       | 0       |
| Ейпен                     | 2012–13            | 26   | 10   | 0      | 0      | -     | -     | 26      | 10      |
| Ейпен                     | Загалом            | 26   | 10   | 0      | 0      | -     | -     | 26      | 10      |
| Валенсія Б                | 2013–14            | 35   | 7    | 0      | 0      | 0     | 0     | 35      | 7       |
| Валенсія Б                | Загалом            | 35   | 7    | 0      | 0      | 0     | 0     | 35      | 7       |
| Альбірекс Ніїґата         | 2014               | 15   | 3    | 0      | 0      | 0     | 0     | 15      | 3       |
| Альбірекс Ніїґата         | 2015               | 31   | 8    | 9      | 4      | 0     | 0     | 40      | 12      |
| Альбірекс Ніїґата         | 2016               | 21   | 1    | 1      | 1      | 0     | 0     | 22      | 2       |
| Альбірекс Ніїґата         | Загалом            | 67   | 12   | 10     | 5      | 0     | 0     | 77      | 17      |
| ДЖЕФ Юнайтед Ітіхара Тіба | 2017               | 29   | 3    | 2      | 0      | 1     | 0     | 32      | 3       |
| ДЖЕФ Юнайтед Ітіхара Тіба | 2018               | 33   | 9    | 2      | 2      | -     | -     | 35      | 11      |
| ДЖЕФ Юнайтед Ітіхара Тіба | Загалом            | 62   | 12   | 4      | 2      | 1     | 0     | 67      | 14      |
| Загалом за кар'єру        | Загалом за кар'єру | 289  | 83   | 15     | 8      | 3     | 0     | 307     | 91      |

1Враховуючи Copa Federación de España.
2Враховуючи плей-оф Сегунда Дивізіон і плей-оф Джей-ліга 2.